# Mạng lượng tử
Mạng lượng tử là mạng lưới truyền thông hoạt động dựa trên các nguyên tắc của cơ học lượng tử, đặc biệt là cơ chế vướng víu lượng tử.

## Lịch sử phát triển
Ngày 23 tháng 10 năm 2003, mạng lượng tử DARPA, mạng lượng tử mã hóa đầu tiên đã được hoạt động một cách đầy đủ tính năng hỗ trợ như mạng "cổ điển" tại BBN Labs. 
Vào tháng 7 năm 2004, một đường dây mạng ngầm mang tên Dark được đặt ngay dưới đường phố Cambridge, Massachusetts với mục đích kết nối thông tin giữa đại học Harvard với campus công nghệ BBN, cho phép một kết nối mã hóa lượng tử liên tục 24/7.
Trong tháng 12 năm 2004, mạng lượng tử bao gồm sáu điểm kết nối. Bốn điểm với tốc độ 5 MHz và được xây dựng bởi BBN Labs. Họ gọi đây là hệ thống BB84, hệ thống này được thiết kế dựa trên hệ thống đường truyền dây và liên kết với nhau bằng một công tắc quang tử. Hai điểm kết nối còn lại được xây dựng bởi NIST.
Vào tháng 6 năm 2005, mạng lượng tử DARPA mở rộng để có thể kết hợp thành mạng liên lạc quang học trong không gian đầu tiên của mình, cho phép dữ liệu lượng tử và thông tin liên lạc được truyền đi một cách an toàn thông qua không khí.
Vào năm 2006, một hệ thống mạng lượng tử nhỏ ở Boston đã được hình thành, kết nối một số trang web với nhau.
Trong năm 2008, một hệ thống mạng lượng tử bắt đầu hoạt động tại Viên kết nối nhiều khu công nghiệp với khoảng cách trong bán kính một vài km.

## Khó khăn
Để một hệ thống mạng lượng tử hoạt động, thông thường cần đảm bảo sự vướng víu lượng tử xảy ra trên một khoảng cách địa lý giới hạn là 15 km. Vấn đề này ở mạng cổ điển được giải quyết một cách dễ dàng với bộ lặp. Bộ lặp là một điểm trung gian nhận những tín hiệu đã bị yếu, khuếch đại nó và gửi tiếp đến điểm đích truyền dữ liệu; điều này được thực hiện một cách dễ dàng ở mạng cổ điển bởi vì không hề có sự khó khăn gì trong việc sao chép dữ liệu cổ điển nhưng đối với khoa học lượng tử đây lại là một tồn tại đáng lo ngại. Trong cơ học lượng tử có định lý không nhân bản nói rằng khó có thể xây dựng một bộ lặp lượng tử theo nguyên tắc vật lý cổ điển. Một qubit thông tin lượng tử trong một sợi dây dẫn quang học được mang bởi một photon đơn, và photon này ở một trong hai trạng thái có hay không; nó không thể được "khuếch đại".